# Малик (мифология)
Малик (Малка) (арамейское mlk — «царь») — божество древнеарабской мифологии. Функции точно не установлены. Малк почитался в государствах Набатея, Пальмира и Самуд как «добрый и благодетельный» бог. В более поздний период Малк отождествлялся с Малакбелом, в мусульманской традиции Малик выступает как языческий бог — владыка царской власти, дающий и отбирающий её по своей воле.